# Кожев, Александр Владимирович
Алекса́ндр Влади́мирович Коже́в, также — Коже́вников (рус. дореф. Александръ Владиміровичъ Кожевниковъ, фр. Alexandre Kojève; 28 апреля (11 мая) 1902, Москва, Российская империя — 4 июня 1968, Брюссель, Бельгия) — русско-французский философ-неогегельянец. Оригинальное истолкование философии Гегеля Кожевом возымело значительное влияние на интеллектуальную жизнь Франции и европейский философский климат XX века.
Переводчик, полиглот, дипломат, стоявший у истоков ЕЭС.

## Биография
Сын Владимира Михайловича Кожевникова (единоутробного брата Василия Кандинского, погибшего при Мукдене в 1905 году) и Александры Митрофановны (ур. Ушаковой, во втором браке Лемкуль). Пасынок Алексея Фёдоровича Лемкуля (1870—1918), члена правления торгового дома ювелирной фирмы Ф. А. Лорие и заведующего золотого отдела фирмы Фаберже, предположительно убитого при грабеже.
Будучи племянником Кандинского, в эмиграции он поддерживал с ним связь (через корреспонденцию) и посвятил ему несколько своих исследований.
15-летним Кожевников горячо приветствовал Октябрьскую революцию, но после неприятного инцидента с ЧК он навсегда покинул Советскую Россию в 1920 году.
Выехав из России, Кожевников отправился в Германию, где изучал философию в Берлинском и Гейдельбергском университетах с 1921 по 1927 годы. Руководителем его докторской диссертации, посвящённой взглядам русского религиозного философа Владимира Соловьёва на конец всемирной истории и единство божественной и человеческой природы Иисуса Христа, был мыслитель-экзистенциалист Карл Ясперс. Затем Кожевников учился в Практической школе высших исследований у другого эмигранта из России, уроженца Таганрога, известного специалиста в области истории и философии науки Александра Койре, который и познакомил его с гегельянством. Кроме своих непосредственных наставников Ясперса и Койре, решающее влияние на формирование раннего мировоззрения Кожевникова имели труды Гегеля, Маркса, Гуссерля и Хайдеггера.
Впоследствии Александр Кожевников постоянно жил во Франции (с получением французского гражданства в 1937 году) и сократил свою фамилию на французский манер — Кожев. Находясь в Париже, в конце 1920-х годов сближается с «левыми» евразийцами, «красным князем» Святополк-Мирским и Львом Карсавиным.
Знаменитые «Лекции по „Феноменологии духа“ Гегеля» (Introduction à la lecture de Hegel) Кожева, были прочитаны в Париже в период с 1933 по 1939 годы. Среди его студентов был психоаналитик Жак Лакан и политолог Раймон Арон, а также писатель Раймон Кено.
К числу постоянных посетителей лекций Кожева относились такие известные философы, учёные и литераторы, как Андре Бретон, Раймон Арон, Морис Мерло-Понти, Жак Лакан, Жорж Батай, Роже Гароди, Пьер Клоссовски, Жан Валь (Жан-Поль Сартр, хотя, видимо, и не присутствовал на лекциях, но был хорошо с ними знаком, что отразилось в его труде «Бытие и ничто»). Из позднейших французских мыслителей, на творчество которых значительное влияние оказало наследие Кожева, были постструктуралисты Мишель Фуко и Жак Деррида. Следы влияния философии Кожева отчётливо прослеживаются во французском экзистенциализме, феноменологии, сюрреализме и постмодернизме. Кожев считается одним из основополжников академической дисциплины: философия власти.
В печатном виде курс философии Гегеля увидел свет в 1947 году в качестве книги, вышедшей в редакции Раймона Кено под названием «Введение в чтение Гегеля». В этом же издании были опубликованы несколько обособленных лекций Кожева на другие темы: о соотношении историко-диалектического метода и гуссерлевской феноменологии и по проблеме истолкования Гегелем понятия смерти.
Помимо своих лекций по «Феноменологии духа», Кожев издал ещё несколько значительных публикаций, включая книгу по философии Иммануила Канта и ряд статей, посвящённых связи гегельянской и марксистской мысли с христианством. Ряд книг Кожева был издан посмертно. Так, в 1981 году вышел в свет написанный в 1943-м труд «Очерк феноменологии права» (Esquisse d’une phenomenologie du droit), рассматривающий различия в подходах аристократии и буржуазии к философии права, вслед за которым появилось другое неопубликованное ранее произведение автора — «Понятие, время и речь» (Le Concept, le temps et le discours). Недавно были изданы ещё три произведения Кожева: рукопись 1932 года, посвящённая физической и философской актуальности квантовой физики; расширенное эссе 1931 года по атеизму и «Понятие власти» (1943).
Ряд статей Кожева остаются непереведенными на русский, в частности, опубликованная посмертно «Заметка о Гегеле и Хайдеггере» (1936), в которой, продолжая более ранние и предваряя более поздние размышления, Кожев пытался обосновать взаимную переводимость философии Гегеля и философии Хайдеггера на основании представления о единстве философии Гегеля — Хайдеггера и взаимной дополнительности хайдеггеровских и гегелевских текстов. Аргументы о единой философии Гегеля — Хайдеггера связаны у Кожева с проблемой релятивизма мировоззрений и их происхождением из проблемного начала философии и возможности «иного начала» (Хайдеггер).
Современный философ Венсан Декомб в книге «Le même et l’autre» ввёл понятие «посткожевский дискурс» — так он обозначил период французской философии после 1930-х годов, испытавшей сильнейшее влияние Кожева.

### Интеллектуальные контакты Кожева в 1930-х годах
В 1950-х годах Кожев встретился с правым теоретиком права Карлом Шмиттом, чью «Концепцию политического» он неявно раскритиковал в своём анализе текста Гегеля «Господство и рабство». Другим его близким другом был иезуитский гегелевский философ Гастон Фессард.
Одним из постоянных собеседников и ближайших друзей Кожева был немецко-американский философ Лео Штраус. Они познакомились в Берлине, где были студентами, изучавшими философию. Позже Кожев писал, что без Штрауса «никогда бы не узнал <…>, что такое философия».
Они общались и вели содержательную переписку всю жизнь, сохраняя взаимную симпатию.

Александр Кожев

При этом они диаметрально расходились в существенных вопросах. Кожев утверждал, что философы должны принимать активное участие в формировании реальной политики (что и подтвердил своей личной биографией). Штраус полагал, что философия и политика в корне противоположны, и что философы не должны играть существенной роли в политике, ссылаясь на печальный опыт Платона в Сиракузах. Философы должны влиять на политику только в той мере, в которой они могут гарантировать, что философское созерцание остается свободным от соблазна власти. При этом сам Штраус является основателем философии американского неоконсерватизма, а его ученики (такие, как Пол Вулфовиц) оказали определяющее влияние на политику США в конце XX — начале XXI века.

## Административная и политическая деятельность
Благодаря своим успешным лекциям Кожев обрёл признание не только в научных, но и в административных кругах. Следствием этого было то, что после Второй мировой войны, во время которой Кожев участвовал в Движении Сопротивления, его в 1948 году пригласили работать в Национальном центре международной торговли при французском Министерстве иностранных дел. По словам самого Кожева, он «хотел знать, как создаётся история».
Хорошее знание языков (Кожев, наряду с русским, французским, немецким, английским и древнегреческим, владел также китайским, санскритом и тибетским) помогло Кожеву начать карьеру в качестве переводчика, однако затем он стал переговорщиком и дипломатом. Не имея фиксированной служебной роли, он оказывал мощное интеллектуальное влияние на французских экономистов, определявших внешнеполитический курс страны. До своей смерти в Брюсселе в 1968 году Кожев занимал значимую, но неопределённую позицию в департаменте торговли министерства экономики Франции. Раймон Фан ван Фи (Raymond Phan Van Phi), бывший высокопоставленный чиновник Еврокомиссии, работавший с Кожевом в 1960-х годах, отмечал, что

Он входил в состав французской администрации, но у него не было какой-то конкретной роли.
Кожев стал советником в важнейших торговых переговорах и одним из главных разработчиков Европейского общего рынка и Генерального соглашения по тарифам и торговле, а также одним из влиятельнейших советников в кабинете Валери Жискар д’Эстена.
Он способствовал заключению Римского договора — документа, который учредил Европейское экономическое сообщество и в котором был сформулирован принцип «всё более тесного союза».
В дальнейшем Кожев создал трио с участием Бернара Клапье и Оливье Вормсера, будущего главы Банка Франции, и смог стать одним из архитекторов будущего европейского пространства.
Одна из главных идей Кожева в послевоенном устройстве Европы заключалась в сокращении торговых барьеров — шесть стран (ФРГ, Франция, Италия, Бельгия, Нидерланды, Люксембург) создали в 1968 году общий рынок. Таким образом, именно Кожев стоял у истоков будущего Европейского Союза.
Награждён за свои политические заслуги Орденом Почётного легиона.
Александр Кожев умер 4 июня 1968, непосредственно после своего выступления в Брюсселе на заседании Европейского экономического сообщества, на котором он председательствовал.

### Кожев и «май 1968»
В отличие от других французских левых интеллектуалов, горячо приветствовавших студенческие выступления в Париже весной 1968, Кожев воспринял «красный май» не только без энтузиазма, но даже не скрывая презрения, объявил его «ребяческими забавами сынков обеспеченных родителей». В разговоре с Раймоном Ароном философ, узнав об отсутствии жертв во время волнений, возразил, что революций без жертв не бывает.

### Кожев и СССР
Кожева часто обвиняли в «сталинизме», в основном из-за его эпатирующих высказываний с похвалами Сталину и советскому режиму. Существуют свидетельства, что Кожев сам называл себя «сталинистом».
В 1999 в «Le Monde» был опубликован материал, утверждающий, что из некоего документа французской разведки следует, что Кожев на протяжении трёх десятилетий вёл разведывательную деятельность в пользу СССР. Этот документ так и не был опубликован или предъявлен публике. Вероятно, его не существует.
Известно, что Кожев скептически относился к построению социализма в Советском Союзе, называя его внутреннюю политику катастрофической, а претензии на статус бесклассового государства смехотворными. Кроме того, он неоднократно называл СССР единственной страной, продолжающей жить в условиях капитализма XIX века, называя партийную элиту буржуазией и сравнивая индустриализацию с «аналогичным» периодом европейской истории 1847—1887:

Так называемая советская культура является крайне упрощённой репликой французской цивилизации, остановившейся в своём развитии где-то в 1890 году и приспособленной к уровню двенадцатилетнего ребёнка.
Как отмечает профессор международного права Роберт Хауз (Robert Howse) в одном из своих эссе, опубликованных на сайте Института Гувера,

У него не было иллюзий относительно варварской природы сталинского режима. По всей видимости, Кожев скорее считал, что вынужденная «модернизация» была единственным или самым быстрым путём России к той ступени, на которой она смогла бы мирным путём преобразоваться в правовое государство. Сталин был просто инструментом постистории.
Вместе с тем, Кожев настаивал и на своём «сталинизме» (в частности, он одобрял провозглашаемые в СССР конечные цели развития и не возражал против применения политических репрессий для их достижения). Подобно Гегелю, когда-то предлагавшему Наполеону I свою поддержку, Кожев даже написал письмо Сталину; в 1953 он искренне оплакивал смерть генсека.

## Критика

### Эпистемологические противоречия
Онтологическо-темпоральный дуализм, развиваемый Кожевом в оппозиции онтологии Гегеля и «антропологии» Хайдеггера, сопровождается разделением людей на «не-философов», «философов» и «мудрецов». Отличие между ними состоит в разных эпистемологических предпосылках и созерцательно-деятельных установках. Эпистемологические предпосылки Кожева не только определяют онтологию и антропологию Кожева, но и разрушают его историософскую концепцию, сохранение которой требует изменения созерцательно-деятельной установки. Отличие эпистемологических установок состоит в разном понимании возможности мышления о бесконечном. Идея бесконечного рассматривается как следствие конечности человека и мира в контексте онтологического аргумента (Ансельм, Декарт). «Философ» отличается от «не-философа» тем, что философское понимание cogito не нуждается в гипостазировании или субстантивации идеи бесконечного в виде бесконечного мышления или мышления бесконечного сверх-существа, поэтому cogito присуще смертному человеческому существу автономно, рефлексивно и самотрансцендентно. Кожев утверждает, что мыслимая бесконечность «потенциальна», то есть на языке схоластики является «безграничностью» (interminatum), тогда как «актуальная» бесконечность (infinitum) признается немыслимой и сводимой к «потенциальной». Редуцирование «актуальности» бесконечности делает невозможной веру в Бога, а поэтому эпистемологические расхождения не разрешаются дискурсивно, они — вопрос выбора «мировоззрения» (Weltanschauung). При этом, согласно Кожеву, эпистемологическая «ошибка», которая сделала возможными «актуальную бесконечность» и Бога авраамических религий, была эвристически продуктивной и, посредством секуляризации, помогла появиться науке Нового времени. Однако, редуцирование «актуальной» бесконечности мешает осуществлению наиболее известной идеи Кожева — идея «конца истории» темпорализуется, теряет собственную абсолютную необходимость. Поэтому «философ» должен деятельно вступить в осуществление истории и закончить историю, только так он может стать «мудрецом».

### Публицистическая критика
Британский консервативный публицист и общественный деятель Роджер Скратон назвал Кожева «истинным русским, ненавидящим жизнь, самозванным сталинистом, госслужащим, сыгравшим главную закулисную роль» в подписании соглашений, лёгших в основание Евросоюза. Самого Кожева он охарактеризовал так: «Этот человек, на мой взгляд, был опасным психопатом, который привёл с собой из России тот же самый нигилистический пыл, который вдохновлял большевиков, и который испытывал радость от мысли, что всё вокруг него обречено. Он не мог видеть ни одно человеческое достижение, не смакуя его будущие разрушения».

## Наследие
Наследие философии А.В. Кожева ощутимо в творчестве многих представителях современной французской философии. По мнению Жака Деррида, неомарксистское и парахайдеггерианское прочтение Феноменологии духа, которое предлагает Кожев, "оказало формирующее и во многих отношениях определяющее воздействие на поколение французских интеллектуалов в до- и послевоенный период. К Кожеву восходят многие идеи Жоржа Батая, чьи лекции о Гегеле он слушал в 30-е годы в Париже. Согласно Кожеву, "человек есть собственное произведение в качестве деления (duree)". Опираясь на эту трактовку, Батай нейтрализует бергсоновскую оппозицию "время/длительность", для него эти понятия значат одно и то же, зато в восприятии времени доминирует не пассивное восприятие, как у Бергсона, а активная воля к бытию, желание длиться (термин Кожева).
Развивая идеи о пост-истории, Кожев пришёл к выводам, что конечная стадия марксистского "коммунизма" в США после войны низводит человека (что якобы и должно произойти) на уровень чистой животности. Считая, что "Американский" конец истории представляет собой, так сказать, предельное выражение предела, он подвергает сомнению, что "гегельяно-марксистский конец Истории" следует искать в настоящем, ибо в действительности его следует мыслить в будущем времени. Пересматривая и оспаривая свою первую гипотезу, Кожев приходит к мысли, что существует ещё более окончательный, более эсхатологический конец истории.

 Практически все члены "бесклассового общества" могут уже сейчас [1946 г.] приобретать всё, что им заблагорассудится, трудясь при этом не больше, чем прикажет сердце. В результате нескольких ознакомительных путешествий (с 1948 по 1958 год) с США и СССР у меня сложилось впечатление, что если американцы похожи на разбогатевших советско-китайцев, то это потому, что руские и китайцы - это те же американцы, но остающиеся всё ещё бедными, впрочем, вступившие на путь быстрого обогощения. Всё это привело меня к заключению, что American way of life - это образ жизни, свойственный пост-историческому периоду, и что сегодня настоящее Соединённых Штатов - это прообраз "вечного настоящего" всего человечества. Поэтому возвращение человека к животному представляется уже не как некая будущая возможность, но как уже существующая реальность.—  Кожев, А.В., Introduction a la lecture de Hegel.

## Научные труды

### Монографии
- Кожев А. В. Идея смерти в философии Гегеля / Пер. с фр. и послесл. И. Фомина. — М.: Логос; Прогресс-Традиция, 1998.
- Кожев А. В. Введение в чтение Гегеля: Лекции по Феноменологии духа, читавшиеся с 1933 по 1939 год в Высшей практической школе = Introduction à la lecture de Hegel / Подборка и публ. Р. Кено; пер. с фр. А. Г. Погоняйло. — СПб.: Наука, 2003. — (Слово о сущем). — 3000 экз. — ISBN 5-02-026788-0. Архивировано 24 сентября 2008 года.
- Кожев А. В. Понятие власти / Пер. с фр. А. М. Руткевича. — М.: Праксис, 2007. — (Новая наука политики). — С. 77—93. (§ 2: Метафизический анализ; § 3: Онтологический анализ).
- Кожев А. В. Атеизм и другие работы. — М.: Праксис, 2007. — 512 с.
- Кожев А. Москва, август 1957 // Атеизм и другие работы. — М.: Праксис, 2007.
- Кожев А. В. Введение в чтение Гегеля. — СПб.: Наука, 2013. — 792 с. — ISBN 978-5-02-026350-5.

### Статьи
- Кожевников А. В. Философия и В. К. П. // Вопросы философии. — 1992. — № 2. — С. 72—74.
- Кожев А. Конкретная (объективная) живопись Кандинского // Человек. — 1997. — № 6.
- Кожев А. Тирания и мудрость // Вопросы философии. — 1998. — № 6. — С. 92—119.
- Кожев А. Религиозная метафизика Владимира Соловьёва / Предисл. к публ. Козырева // Вопросы философии. — 2000. — № 3. — С. 104—135.
- Кожев А. Колониализм с европейской точки зрения // Вестник Европы. — 2002. — № 5.
- Кожев А. Источник права: Антропогенное желание признания как исток идеи Справедливости // Вопросы философии. — 2002. — № 12. — С. 154—166.
- Кожев А. Гегель, Маркс и христианство // Вопросы философии. — 2010. — № 10. — С. 128—144.